# NWA Georgia Heavyweight Championship
O National Wrestling Alliance (NWA) Georgia Heavyweight Championship  foi um título de pesos-pesados local de luta profissional disputado em diversas promoções filiadas à National Wrestling Alliance (NWA) baseadas no estado americano da Geórgia.
Quando criado, em 1964, foi disputado pela Georgia Championship Wrestling (GCW) como principal título da companhia. Em 1981, Masked Superstar, então campeão nacional dos pesos-pesados da NWA, derrotou o campeão georgiano Tommy Rich para unificar os dois títulos. Com isso, o título local deixou de ser defendido em detrimento do título nacional.
O título foi reativado pela NWA Georgia/NWA Wildside, onde foi disputado sob o novo nome de "NWA Wildside Heavyweight Championship" até o fechamento da promoção em 2005. O título seria reativado com o nome original em 2012 pela NWA Atlanta e desativado novamente em 2015 após unificação com o NWA Atlanta Heavyweight Championship.

## História

### Reinados
| #   | Lutador                         | Reinados | Data                    | Dias | Local            | Notas |
| --- | ------------------------------- | -------- | ----------------------- | ---- | ---------------- | --- |
| 1   | Sputnik Monroe                  | 1        | 9 de agosto de 1964     | 47   | Atlanta, GA      | Derrotou Dick the Bruiser pelo título. |
| 2   | Don Fargo                       | 1        | 25 de setembro de 1964  | 21   | Atlanta, GA      | |
| 3   | Sputnik Monroe                  | 2        | 16 de outubro de 1964   | 28   | Atlanta, GA      | |
| 4   | Mario Galento                   | 1        | 13 de novembro de 1964  | 196  | Atlanta, GA      | |
| 5   | Buddy Fuller                    | 1        | 28 de maio de 1965      | 364  | Atlanta, GA      | |
| 6   | Louie Tillet                    | 1        | 27 de maio de 1966      | 21   | Atlanta, GA      | |
| 7   | Buddy Fuller                    | 2        | 17 de junho de 1966     | 252  | Atlanta, GA      | |
| 8   | El Mongol                       | 1        | 24 de fevereiro de 1967 | 22   | Atlanta, GA      | |
| 9   | Nick Kozak                      | 1        | 18 de março de 1967     | 20   | Atlanta, GA      | |
| 10  | El Mongol                       | 2        | 7 de abril de 1967      | 21   | Atlanta, GA      | |
| 11  | Buddy Fuller                    | 3        | 28 de abril de 1967     | 49   | Atlanta, GA      | |
| 12  | El Mongol                       | 3        | 16 de junho de 1967     | 25   | Atlanta, GA      | |
| 13  | Mr. Wrestling                   | 1        | 11 de julho de 1967     | 7    | Macon, GA        | |
| 14  | El Mongol                       | 4        | 18 de julho de 1967     | 24   | Macon, GA        | |
| 15  | Mr. Wrestling                   | 2        | 11 de agosto de 1967    | 28   | Atlanta, GA      | |
| 16  | El Mongol                       | 5        | 8 de setembro de 1967   | 21   | Atlanta, GA      | |
| 17  | Bobby Shane                     | 1        | 29 de setembro de 1967  | —    | Atlanta, GA      | |
| 18  | El Mongol                       | 6        | —                       | —    | —                | Título foi retirado de El Mongol após uma luta em Atlanta em 8 de dezembro de 1967, mas devolvido mais tarde.                                                                            |
| 19  | Mr. Wrestling                   | 3        | 3 de maio de 1968       | 7    | Atlanta, GA      | |
| 20  | The Big O #2 / Johnny Valentine | 1        | 10 de maio de 1968      | 35   | Atlanta, GA      | Valentine ganhou o título mascarado como The Big O #2, revelando sua identidade em 24 de maio de 1968.                                                                                   |
| 21  | Tarzan Tyler                    | 1        | 14 de junho de 1968     | 70   | Atlanta, GA      | |
| 22  | The Professional                | 1        | 23 de agosto de 1968    | 77   | Atlanta, GA      | |
| 23  | Johnny Valentine                | 2        | 8 de novembro de 1968   | 21   | Atlanta, GA      | |
| —   | Vago                            | —        | 29 de novembro de 1968  | 7    | Atlanta, GA      | Título vago após uma luta entre Johnny Valentine e The Professional. |
| 24  | The Professional                | 2        | 6 de dezembro de 1968   | 21   | Atlanta, GA      | The Professional derrotou Johnny Valentine em uma revanche pelo título vago. |
| 25  | Dale Lewis                      | 1        | 27 de dezembro de 1968  | 42   | Atlanta, GA      | |
| 26  | El Mongol                       | 7        | 7 de fevereiro de 1969  | 42   | Atlanta, GA      | A luta teve Hans Schmidt como árbitro. |
| 27  | Assassin #1                     | 1        | 21 de março de 1969     | 28   | Atlanta, GA      | |
| 28  | El Mongol                       | 8        | 18 de abril de 1969     | 28   | Atlanta, GA      | |
| 29  | The Professional                | 3        | 16 de maio de 1969      | 36   | Atlanta, GA      | Foi uma competição de três lutadores pelo título. Na noite anterior, El Mongol já havia derrotado Paul DeMarco.                                                                          |
| 30  | Paul DeMarco                    | 1        | 21 de junho de 1969     | 90   | Atlanta, GA      | |
| 31  | Joe Scarpa                      | 1        | 19 de setembro de 1969  | 14   | Atlanta, GA      | |
| 32  | Paul DeMarco                    | 2        | 3 de outubro de 1969    | 56   | Atlanta, GA      | |
| 33  | Doug Gilbert                    | 4        | 28 de novembro de 1969  | 92   | Atlanta, GA      | |
| —   | Vago                            | —        | 28 de fevereiro de 1970 | 13   | —                | Título vago após lesão de Doug Gilbert. |
| 34  | Assassin #1                     | 2        | 13 de março de 1970     | 35   | Atlanta, GA      | Assassin #1 derrotou Joe Scarpa na final de um torneio de oito lutadores para conquistar o título.                                                                                       |
| 35  | Nick Bockwinkel                 | 1        | 17 de abril de 1970     | 91   | Atlanta, GA      | |
| 36  | Paul DeMarco                    | 3        | 17 de julho de 1970     | 7    | Atlanta, GA      | |
| 37  | Nick Bockwinkel                 | 2        | 24 de julho de 1970     | 42   | Atlanta, GA      | |
| 38  | Buddy Colt                      | 1        | 4 de setembro de 1970   | 70   | Atlanta, GA      | |
| 39  | Fred Blassie                    | 1        | 13 de novembro de 1970  | 7    | Atlanta, GA      | |
| 40  | Buddy Colt                      | 2        | 20 de novembro de 1970  | 7    | Atlanta, GA      | |
| 41  | Ray Gunkel                      | 1        | 27 de novembro de 1970  | —    | Atlanta, GA      | |
| —   | Vago                            | —        | —                       | —    | —                | Vago após Ray Gunkel e Homer O'Dell criarem um apelo. |
| 42  | El Mongol                       | 9        | 5 de fevereiro de 1971  | —    | Atlanta, GA      | Derrotou Nick Bockwinkel na final de um torneio de 14 lutadores. |
| 43  | Buddy Colt                      | 3        | —                       | —    | —                | |
| 44  | Ray Gunkel                      | 2        | 20 de julho de 1971     | —    | Savannah, GA     | |
| 45  | Buddy Colt                      | 4        | —                       | —    | —                | |
| 46  | El Mongol                       | 10       | 25 de janeiro de 1972   | 74   | Macon, GA        | |
| 47  | Buddy Colt                      | 5        | 8 de abril de 1972      | 27   | Griffin, GA      | |
| 48  | Roberto Soto                    | 1        | 5 de maio de 1972       | —    | Atlanta, GA      | |
| —   | Vago                            | —        | Novembro de 1972        | —    | —                | Título vago após Roberto Soto deixar a companhia pela All-South Wrestling Alliance (ASWA).                                                                                               |
| 49  | Mr. Wrestling II                | 1        | 2 de março de 1973      | 70   | Atlanta, GA      | Derrotou Sputnik Monroe na final de um torneio de 16 lutadores pelo título vago. |
| 50  | Bill Watts                      | 1        | 11 de maio de 1973      | 63   | Atlanta, GA      | |
| 51  | Mr. Wrestling II                | 2        | 13 de julho de 1973     | 8    | Atlanta, GA      | |
| 52  | Bill Watts                      | 2        | 21 de julho de 1973     | 27   | Atlanta, GA      | |
| —   | Vago                            | —        | 17 de agosto de 1973    | 14   | Atlanta, GA      | Título vago após Bill Watts se desqualificar deliberadamente para manter o título em uma luta contra Mr. Wrestling II.                                                                   |
| 53  | Mr. Wrestling II                | 3        | 31 de agosto de 1973    | 63   | Atlanta, GA      | Derrotou Bill Watts pelo título vago em uma luta com Fred Blassie como árbitro. |
| 54  | Bill Watts                      | 3        | 2 de novembro de 1973   | 49   | Atlanta, GA      | |
| 55  | Ron Fuller                      | 1        | 21 de dezembro de 1973  | 21   | Atlanta, GA      | |
| 56  | Mr. Wrestling II                | 4        | 11 de janeiro de 1974   | 175  | Atlanta, GA      | Perde o título para Bill Watts em 10 de maio de 1974, mas a decisão é revertida. |
| 57  | Buddy Colt                      | 5        | 5 de julho de 1974      | 56   | Atlanta, GA      | |
| 58  | Mr. Wrestling II                | 5        | 30 de agosto de 1974    | 14   | Atlanta, GA      | |
| 59  | Harley Race                     | 1        | 13 de setembro de 1974  | —    | Atlanta, GA      | |
| 60  | Don Muraco                      | 1        | Setembro de 1974        | —    | —                | |
| 61  | Buddy Colt                      | 6        | 11 de outubro de 1974   | 35   | Atlanta, GA      | |
| —   | Vago                            | —        | 15 de novembro de 1974  | 21   | Atlanta, GA      | Título vago após uma luta inconclusiva entre Buddy Colt e Rocky Johnson. |
| 62  | Rocky Johnson                   | 1        | 6 de dezembro de 1974   | 77   | Atlanta, GA      | Johnson derrotou Buddy Colt pelo título vago. |
| 63  | Abdullah the Butcher            | 1        | 21 de fevereiro de 1975 | —    | Atlanta, GA      | |
| 64  | Mr. Wrestling II                | 6        | —                       | —    | —                | |
| 65  | Abdullah the Butcher            | 2        | 11 de julho de 1975     | —    | Atlanta, GA      | |
| 66  | Toru Tanaka                     | 1        | —                       | —    | Atlanta, GA      | |
| 67  | Mike McCord                     | 1        | —                       | —    | —                | |
| 68  | Nikolai Volkoff                 | 1        | —                       | —    | —                | |
| 69  | Mr. Wrestling II                | 7        | 3 de outubro de 1975    | 55   | Atlanta, GA      | |
| 70  | The Spoiler                     | 1        | 27 de novembro de 1975  | 64   | Atlanta, GA      | |
| 71  | Dusty Rhodes                    | 1        | 30 de janeiro de 1976   | 7    | Atlanta, GA      | |
| 72  | The Spoiler                     | 2        | 6 de fevereiro de 1976  | 196  | Atlanta, GA      | |
| 73  | Dick Slater                     | 1        | 20 de agosto de 1976    | 67   | Atlanta, GA      | |
| 74  | Mr. Wrestling II                | 8        | 26 de outubro de 1976   | 30   | Columbus, GA     | |
| 75  | Dick Slater                     | 2        | 25 de novembro de 1976  | 141  | Columbus, GA     | |
| 76  | Paul Jones                      | 1        | 15 de abril de 1977     | 50   | Atlanta, GA      | |
| 77  | Dick Slater                     | 3        | 4 de junho de 1977      | —    | Atlanta, GA      | |
| 78  | Stan Hansen                     | 1        | —                       | —    | —                | |
| 79  | Mr. Wrestling II                | 9        | —                       | —    | —                | |
| 80  | Stan Hansen                     | 2        | 6 de fevereiro de 1978  | 103  | Augusta, GA      | |
| —   | Vago                            | —        | 20 de maio de 1978      | 20   | —                | Título retirado de Stan Hansen. |
| 81  | Angelo Mosca                    | 1        | 9 de junho de 1978      | 127  | Atlanta, GA      | Mosca venceu um torneio de 14 lutadores para conquistar o título vago. Apesar de ser derrotado por Thunderbolt Patterson em 25 de setembro de 1978, Mosca continuou a defender o título. |
| —   | Vago                            | —        | 14 de outubro de 1978   | 2    | —                | Título retirado de Angelo Mosca. |
| 82  | Mr. Wrestling II                | 10       | 16 de outubro de 1978   | 49   | Augusta, GA      | Mr. Wrestling II derrotou Stan Hansen na final de um torneio de seis lutadores pelo título vago.                                                                                         |
| 83  | Masked Superstar                | 1        | 4 de dezembro de 1978   | 161  | Augusta, GA      | |
| 84  | Wahoo McDaniel                  | 1        | 14 de maio de 1979      | 77   | Augusta, GA      | |
| 85  | Masked Superstar                | 2        | 30 de julho de 1979     | 18   | Augusta, GA      | |
| 86  | Wahoo McDaniel                  | 2        | 17 de agosto de 1979    | 1    | Atlanta, GA      | |
| —   | Vago                            | —        | 18 de agosto de 1979    | 6    | —                | |
| 87  | Killer Karl Kox                 | 1        | 24 de agosto de 1979    | 63   | Augusta, GA      | Kox derrotou Bob Armstrong na final de um torneio de 14 lutadores pelo título vago. |
| 88  | Tommy Rich                      | 1        | 26 de outubro de 1979   | 42   | Atlanta, GA      | |
| 89  | Masked Superstar                | 3        | 7 de dezembro de 1979   | 36   | Atlanta, GA      | |
| 90  | Mr. Wrestling II                | 11       | 12 de janeiro de 1980   | 77   | Atlanta, GA      | |
| 91  | Austin Idol                     | 2        | 29 de março de 1980     | 71   | Atlanta, GA      | Idol já havia conquistado o título sob o nome de "Mike McCord". |
| 92  | Baron Von Raschke               | 1        | 8 de junho de 1980      | 64   | Atlanta, GA      | |
| 93  | Steve Keirn                     | 1        | 11 de agosto de 1980    | 28   | Augusta, GA      | |
| 94  | Dennis Condrey                  | 1        | 8 de setembro de 1980   | 46   | Augusta, GA      | |
| 95  | Tony Atlas                      | 1        | 24 de outubro de 1980   | —    | Atlanta, GA      | |
| —   | Vago                            | —        | 1981                    | —    | —                | |
| 96  | Tommy Rich                      | 2        | 17 de maio de 1981      | 26   | Atlanta, GA      | Rich derrotou Greg Valentine na final de um torneio pelo título vago. |
| 97  | Ken Patera                      | 1        | 12 de junho de 1981     | 58   | Atlanta, GA      | |
| 98  | Tommy Rich                      | 3        | 9 de agosto de 1981     | 34   | Atlanta, GA      | Venceu o título por desistência após Ken Patera deixar o território em julho de 1981. |
| 99  | Masked Superstar                | 4        | 12 de setembro de 1981  | 0    | Atlanta, GA      | |
| —   | Inativo                         | —        | 12 de setembro de 1981  | 6106 | Atlanta, GA      | Título foi unificado ao NWA National Heavyweight Championship de Masked Superstar e deixou de ser defendido.                                                                             |
| 100 | Billy Black                     | 1        | 1 de junho de 1998      | 269  | —                | Título reinstaurado pela National Wrestling Alliance (NWA) e entregue à Billy Black. |
| 101 | Lord Humongous                  | 1        | 25 de fevereiro de 1999 | 39   | Loganville, GA   | |
| 102 | Silky Boom Boom                 | 1        | 5 de abril de 1999      | 31   | Loganville, GA   | |
| 103 | Frenchy Riviera                 | 1        | 6 de maio de 1999       | 27   | Loganville, GA   | |
| 104 | Silky Boom Boom                 | 2        | 2 de junho de 1999      | 25   | Conyers, GA      | |
| 105 | Bart Sawyer                     | 1        | 27 de junho de 1999     | —    | Stockbridge, GA  | |
| —   | Vago                            | —        | Outubro de 1999         | —    | —                | Título retirado de Bart Sawyer. |
| 106 | Rick Michaels                   | 1        | 14 de outubro de 1999   | —    | Loganville, GA   | Conquistou o título vago ao eliminar por último Dusty Dotson em um Mega Rumble. |
| —   | Vago                            | —        | Janeiro de 2000         | —    | —                | |
| 107 | Rukkus                          | 1        | 5 de fevereiro de 2000  | 70   | Cornelia, GA     | Conquistou o título vago em um Mega Rumble. |
| 108 | Stone Mountain                  | 1        | 15 de abril de 2000     | 385  | Cornelia, GA     | Derrotou Mark E. Mark, que substituiu Rukkus. |
| 109 | Prince Justice                  | 1        | 5 de maio de 2001       | 119  | Cornelia, GA     | |
| 110 | Scott Wrenn                     | 1        | 1 de setembro de 2001   | 48   | Cornelia, GA     | |
| 111 | Rick Michaels                   | 2        | 19 de outubro de 2001   | 64   | Cornelia, GA     | |
| 112 | A.J. Styles                     | 1        | 22 de dezembro de 2001  | 91   | Cornelia, GA     | |
| 113 | David Young                     | 1        | 23 de março de 2002     | 70   | Cornelia, GA     | Derrotou A.J. Styles e Rick Michaels em uma luta de eliminação pelo título. |
| 114 | Jason Cross                     | 1        | 1 de junho de 2002      | 28   | Cornelia, GA     | |
| 115 | Adam Jacobs                     | 1        | 29 de junho de 2002     | 34   | Cornelia, GA     | Venceu uma luta gauntlet eliminando A.J. Styles por último. |
| 116 | David Young                     | 2        | 2 de agosto de 2002     | 51   | Cornelia, GA     | |
| 117 | Iceberg                         | 1        | 22 de setembro de 2002  | 286  | Cornelia, GA     | |
| 118 | Hotstuff Hernandez              | 1        | 5 de julho de 2003      | 33   | Cornelia, GA     | |
| 119 | Onyx                            | 1        | 25 de outubro de 2003   | 315  | Cornelia, GA     | |
| 120 | Jason Cross                     | 2        | 4 de setembro de 2004   | 91   | Cornelia, GA     | |
| 121 | Ray Gordy                       | 1        | 4 de dezembro de 2004   | 0    | Cornelia, GA     | |
| 122 | Onyx                            | 2        | 4 de dezembro de 2004   | 112  | Cornelia, GA     | |
| 123 | Rainman                         | 1        | 26 de março de 2005     | 35   | Cornelia, GA     | A luta também envolveu Ray Gordy. |
| 124 | Onyx                            | 3        | 30 de abril de 2005     | —    | Cornelia, GA     | |
| —   | Desativado                      | —        | Abril de 2015           | —    | —                | Título desativado com o fim da NWA Wildside. |
| 125 | Cru Jones                       | 1        | 23 de junho de 2012     | —    | Stockbridge, GA  | Título reativado pela NWA Action. |
| —   | Vago                            | —        | 2013                    | —    | —                | |
| 126 | Andy Anderson                   | 1        | 26 de outubro de 2013   | 49   | Stockbridge, GA  | Derrotou Pain na final de um torneio de 32 lutadores pelo título vago. |
| 127 | Tyson Dean                      | 1        | 14 de dezembro de 2013  | 497  | Griffin, GA      | |
| 128 | Odinson                         | 1        | 25 de abril de 2015     | 63   | Stockbridge, GA  | Durante o combate pelo título entre Tyson Dean e Shane Marx, o último se lesionou. Odinson o substituiu e venceu a luta.                                                                 |
| 129 | Tommy Too Much                  | 1        | 27 de junho de 2015     | 0    | Locust Grove, GA | |
| —   | Desativado                      | —        | 27 de junho de 2015     | —    | Locust Grove, GA | Título desativado ao ser unificado ao NWA Atlanta Heavyweight Championship de Tommy Too Much.                                                                                            |